# Swinhoe, England
Swinhoe är en ort i civil parish Beadnell, i grevskapet Northumberland i England. Orten är belägen 15 km från Alnwick. Swinhoe var en civil parish 1866–1955 när det uppgick i Beadnell. Civil parish hade 68 invånare år 1951.